# NGC 1219
NGC 1219 је спирална галаксија у сазвежђу Кит која се налази на NGC листи објеката дубоког неба.
Деклинација објекта је + 2° 6' 29" а ректасцензија 3h 8m 28,1s. Привидна величина (магнитуда) објекта NGC 1219 износи 13,1 а фотографска магнитуда 13,8. NGC 1219 је још познат и под ознакама UGC 2556, MCG 0-9-6, CGCG 390-6, KUG 0305+019, IRAS 03058+0154, PGC 11752.